# Аргос (цар)
Аргос (на старогръцки: Ἄργος, Argos) е в древногръцката митология основател на град Аргос. Неговите родители са Зевс и Ниоба. Така е внук на Фороней и нимфата Теледики.
Той е цар на Аргос през 18 – средата на 17 век пр.н.е. след чичо си Апис, братът на Ниоба.
Със съпругата си Евадна, дъщеря на Стримон и Нера, той има децата Пирант, Епидавър, Криас и Екбас. Павзаний назовава още и синовете Форбант и
Тирин. Криас става наследник на Аргос. Аргос е погребан в Аргос. Тук е имало и светилище, в което са почитали героя.